# جوجوليون
جوجوليون (باليابانية: ジ ョ ジ ョ リ オ ン) (نقحرة: Hepburn: جوجوريون) هي سلسلة مانجا سينين مكتوبة ومصورة من قبل هيروهيكو أراكي، وهو الجزء الثامن من أكبر سلسلة مغامرات جوجو العجيبة. وقد تم تسلسلها من قبل شوئيشا أو (شويشا) في مجلة الترا جمب منذ 19 مايو 2011 وانتهت في 19 أغسطس 2021، وقد بلغت 27 مجلداً ما يضمن 110 من الفصول، بطل هذا الجزء هو هيغاشكاتا جوسكي على نوال العالم السابع فاقد الذاكرة يحاول استرجاع ذاكرته مع ياسوهو هيروشي.

## وصلات خارجية
- جوجوليون على موقع ANN manga (الإنجليزية)